# Noway
Noway est un magazine électronique underground ayant pour thème la contre-culture underground Cyberpunk et le hacking (et les disciplines qui lui sont associées, comme le phreaking par exemple). Trois numéros en furent publiés en 1994, puis un quatrième en 1997, à l'occasion du grand rassemblement Hacking In Progress (nl) qui s'est tenu cet été-là aux Pays-Bas.

## Le magazine
Les trois principaux thèmes développés dans les articles du magazine électronique Noway étaient le hacking/phreaking, la Science-Fiction cyberpunk, et les Rave Parties ou Free Parties.
Le principal auteur de Noway, Neuralien, a publié un article  décrivant la scène Underground de l'époque, orientée principalement vers le piratage des codes Teletel. En effet, à l'époque, Internet n'était pas encore connu du grand public en France.
Il serait selon un article paru dans le numéro 64 du magazine électronique underground Phrack, le fondateur d'un des premiers fournisseurs d'accès à Internet français, Worldnet.

## L'impact deNoway
L'impact de Noway en France est énorme[réf. nécessaire] : il constitue la première trace visible de l'existence d'un milieu underground hacker en France. En tant que tel, il est, au sein de ce milieu, considéré comme une référence, un modèle, et une source d'inspiration. Par exemple, c'est dans le troisième numéro de Noway qu'a été publiée la première traduction en langue française du Manifeste du Hacker de The Mentor, paru au départ dans le magazine Phrack.
Le nombre de sujets abordés dans ce magazine en a fait sa force : au lieu de restreindre la contre-culture du hacking à un simple ensemble de pratiques techniques liées aux technologies de l'information, il montre qu'elle s'inscrit dans une dynamique globale de rejet de la société, avec un discours politique éclairé et un grand nombre de références à des mouvances artistiques qui s'y rapportent voire s'y associent : littérature Cyberpunk, musiques électroniques, etc.
Il faut rappeler qu'à l'époque la France restait globalement méfiante face à ce que l'on appelle maintenant les cultures numériques : le monde littéraire rejetait massivement et unanimement la science-fiction et les musiques électroniques étaient strictement bannies de toute médiatisation. Les hackers faisaient de plus l'objet d'une véritable chasse aux sorcières, policière et médiatique. Le réseau Internet lui-même était à cette époque largement médiatisé en France comme le repère mondial du terrorisme et de la pédopornographie. Noway faisait entendre face à cette situation un discours radical et complètement nouveau, prônant la libre circulation de l'information et la défense des libertés individuelles, ainsi que la lutte contre les gouvernements et entreprises cherchant à manipuler l'opinion publique par le contrôle de l'information.